# Jakob Bernoulli
Jakob Bernoulli (Bazel, 27 december 1654 – aldaar, 16 augustus 1705) was een Zwitserse wis- en natuurkundige. Hij was de eerste toonaangevende wiskundige van de Bernoulli-familie.
Zijn voornaam wordt ook wel gespeld als Jacob, James (Engels) of Jacques (Frans). De achternaam wordt uitgesproken als: "bernóélie".

## Levensloop
Bernoulli werd in Bazel geboren als zoon van Nicolaas Bernoulli. Hij begon een theologiestudie in Bazel. Hij had echter grote belangstelling voor de wiskunde en natuurkunde. Van 1676 tot 1682 reisde hij door Europa om uit de eerste hand kennis te nemen van de nieuwste ontdekkingen in de wiskunde en de wetenschappen. Hierbij kwam hij in contact met de werken van onder meer Robert Boyle en Robert Hooke.
Na zijn terugkeer in Bazel in 1682 richtte hij een school op voor wiskunde en natuurwetenschappen. In 1687 werd hij benoemd tot hoogleraar in de wiskunde aan de Universiteit van Bazel, een positie die hij de laatste achttien jaar van zijn leven zou blijven bekleden. Bernoulli overleed op 50-jarige leeftijd in zijn geboortestad Bazel.
Naar hem en zijn broer is de Bernoulli-krater op de maan genoemd.

## Werk

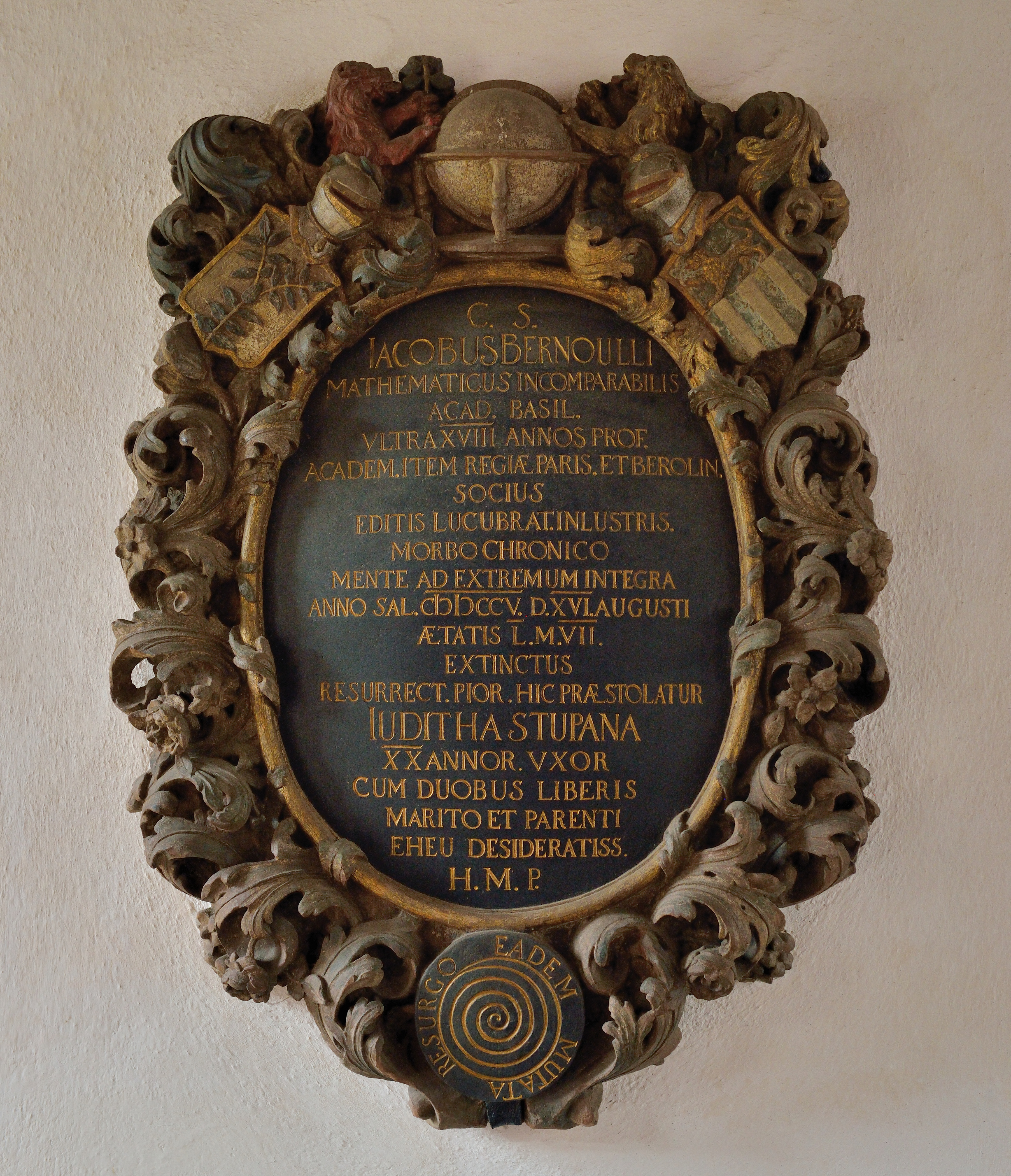
grafschrift Bernoulli

Bernoulli raakte al vroeg bekend met de calculus door zijn correspondentie met Leibniz. Samen met zijn broer Johann werkte hij aan diverse toepassingen; zo publiceerde hij artikelen over de transcendentale curven (1696) en isoperimetrie (1700, 1701). In 1690 ontwikkelde hij de techniek om scheidbare differentiaalvergelijkingen op te lossen.
Hij legde de grondslag voor de variatierekening, bestudeerde de differentiaalrekening en de integraalrekening en was met Leibniz de grondlegger van de theorie van de differentiaalvergelijking. Ook hield hij zich bezig met kansrekening. Hij voerde de term integraal in, en de Bernoulli-getallen zijn naar hem genoemd.
Jacob Bernoulli is het meest bekend geworden door zijn werk Ars Conjectandi, dat acht jaar na zijn dood in 1713 door zijn neef Nicholas werd gepubliceerd. In dit werk beschreef hij de bekende resultaten in de waarschijnlijkheid en de enumeratie-theorie, waarbij hij vaak alternatieve bewijzen gaf voor bekende resultaten. Dit werk omvat ook de toepassing van kanstheorie, de kansspellen en de invoering van de stelling die bekendstaat als de wet van de grote getallen. De termen Bernoulli-experiment en Bernoulli-getallen vloeien voort uit dit werk.
Een belangrijke wiskundige stelling van Jakob  Bernoulli is zijn ongelijkheid van Bernoulli die de volgende fundamentele relatie voor reële getallen stelt:

Voor elk reëel getal {\displaystyle x\geq -1} en voor elk natuurlijk getal {\displaystyle n\geq 0} geldt {\displaystyle (1+x)^{n}\geq 1+nx}.
Bernoulli koos voor zijn grafsteen een afbeelding van een logaritmische spiraal en het motto eadem mutata resurgo ("veranderd en nog dezelfde, zal ik opnieuw opstaan"). De door de steenhouwers daadwerkelijk uitgevoerde spiraal was echter geen logaritmische maar een archimedes-spiraal.

## Weblink
- Jakob I Bernoulli (ScienceWorld)

- Bibsys: 90347227
- Biblioteca Nacional de España: XX1612502
- Bibliothèque nationale de France: cb120751142 (data)
- Catàleg d'autoritats de noms i títols de Catalunya: 981058525802506706
- CiNii: DA01895304
- Digitale Bibliotheek voor de Nederlandse Letteren: bern071
- Gemeinsame Normdatei: 118509950
- Historisch woordenboek van Zwitserland: 023988
- International Standard Name Identifier: 0000 0001 1021 5046
- Library of Congress Control Number: n83196756
- Nationale Bibliotheek van Letland: 000073724
- Mathematics Genealogy Project: 54440
- Nationale Bibliotheek van Tsjechië: ola2002152851
- Nationale bibliotheek van Australië: 35516053
- Nationale Bibliotheek van Israël: 987007258680805171
- Nationale Bibliotheek van Polen: a0000003067970
- Nederlandse Thesaurus van Auteursnamen: 069903867
- Réseau des bibliothèques de Suisse occidentale: 02-A000019075
- Istituto Centrale per il Catalogo Unico: IEIV029508
- LIBRIS: 40504
- Système universitaire de documentation: 029042062
- Trove: 981151
- Virtual International Authority File: 14793931
- WorldCat: E39PBJcBXb77PVMgtRgvpw86Kd